# 帕夫洛·彼得連科
帕夫洛·德米特里耶維奇·彼得連科（烏克蘭語：Павло Дмитрович Петренко；1979年7月17日—）是烏克蘭的一位政治人物、法學家、律師。自2014年2月27日開始，他出任烏克蘭司法部部長職務。第七屆最高拉达議員。畢業於切爾諾夫策大學法學院，之後曾從事律師等職業。2014年9月，他成為人民陣線的創黨成員。